# 庄内領悪水路
庄内領悪水路（しょうないりょうあくすいろ）は、埼玉県春日部市を流れる準用河川である。地域によっては、庄内領中悪水路（しょうないりょうなかあくすいろ）、新堀川（しんぼりがわ）とも呼ばれている。

## 概要
江戸時代、現在の幸手市東部から庄和地域北部を中心とする上庄内領（かみしょうないりょう）と呼ばれる地域は、中島用水を基幹用水とし、そこから分流する中用水、郷台用水、根用水によって水が供給されていた。庄内領悪水路は18号水路、東排水路と共に、これら用水路の流域の排水路として整備された。

## 流路
- 起点：埼玉県春日部市芦橋と北葛飾郡杉戸町大字深輪の境界
- 杉戸屏風深輪産業団地の南西部を南南東方向へ流下する。
- 春日部市芦橋と同市神間の境界付近にて木崎排水路と合流、第一排水路と併流しつつ南南東方向へ流下する。
- 春日部市上金崎より南西方向へ流下する。以降、中川まで18号水路と併流する。
- 道の駅庄和付近にて中用水路と合流し、南下する。
- 春日部市下柳にて金野井幹線放水路と合流する。
- 春日部市下柳の野損橋付近より南南西方向へ流下する。
- 春日部市永沼と同市水角の境界、喜左ヱ門橋付近より西南西方向へ流下する。
- 春日部市永沼と同市水角、同市藤塚の境界にて中川と合流する。
- 終点：中川

## 流域の自治体
埼玉県
春日部市

## 支流
- 木崎排水路
- 庄内領用水路（中用水路）
- 金野井幹線放水路

## 河川施設
- 五ヶ門樋[5]

※洪水時の排水不良対策として、中川合流点付近に排水機場を設置する計画がある。

## 橋梁
上流から
- 神間橋（埼玉県道320号西宝珠花春日部線）
- 田中橋
- 中橋
- 吉右衛門橋
- 與治衛門橋
- 橋本橋
- 二ツ橋（埼玉県道・千葉県道42号松伏春日部関宿線）
- いすゞ橋（関東いすゞ自動車株式会社春日部支店）
- 堀之内橋
- 東橋
- 辻橋（埼玉県道321号西金野井春日部線）
- 柳橋（国道16号春日部野田バイパス）
- 下柳橋
- むぐり橋
- 野損橋
- （東武野田線（東武アーバンパークライン））
- （葛中通り）
- （はなみずき通り）
- （国道4号越谷春日部バイパス）
- 喜左ヱ門橋（埼葛広域農道）
- 五ヶ門樋

## 周辺の施設
上流から
- 杉戸屏風深輪産業団地
- 旧春日部市立富多小学校
- 道の駅庄和
  - 庄和道の駅さくら公園
- 首都圏外郭放水路第二立坑